# لورنس والش
لورنس والش (بالإنجليزية: Lawrence Walsh)‏ (و. 1912 – 2014 م) هو قاض، ومحام، وكاتب عمومي، وكاتب من الولايات المتحدة الأمريكية ولد في نوفا سكوشا.

## التعليم
تعلم في جامعة كولومبيا.